# Muellera
Muellera é um género botânico pertencente à família Fabaceae.